# Nyckelpigan
Nyckelpigan är en berg- och dalbana för barn på Gröna Lund i Stockholm.
Barn upp till tre år måste åka i betalande vuxens sällskap. Det är inte tillåtet att sitta i någons knä.